# Piper mananthum
Piper mananthum är en pepparväxtart som beskrevs av Wright.. Piper mananthum ingår i släktet Piper och familjen pepparväxter. Inga underarter finns listade i Catalogue of Life.